# Watsontown
Watsontown és una població dels Estats Units a l'estat de Pennsilvània. Segons el cens del 2000 tenia 2.255 habitants.

## Demografia
Segons el cens del 2000, Watsontown tenia 2.255 habitants, 967 habitatges, i 591 famílies. La densitat de població era de 1.226,3 habitants/km².
Dels 967 habitatges en un 25,1% hi vivien nens de menys de 18 anys, en un 48,5% hi vivien parelles casades, en un 10,1% dones solteres, i en un 38,8% no eren unitats familiars. En el 33,2% dels habitatges hi vivien persones soles el 15,9% de les quals corresponia a persones de 65 anys o més que vivien soles. El nombre mitjà de persones vivint en cada habitatge era de 2,21 i el nombre mitjà de persones que vivien en cada família era de 2,81.
Per edats la població es repartia de la següent manera: un 21,1% tenia menys de 18 anys, un 7,2% entre 18 i 24, un 27,3% entre 25 i 44, un 23,1% de 45 a 60 i un 21,3% 65 anys o més.
L'edat mediana era de 41 anys. Per cada 100 dones de 18 o més anys hi havia 79,6 homes.
La renda mediana per habitatge era de 31.094$ i la renda mediana per família de 37.065$. Els homes tenien una renda mediana de 30.648$ mentre que les dones 20.972$. La renda per capita de la població era de 16.110$. Entorn del 8,4% de les famílies i l'11,2% de la població estaven per davall del llindar de pobresa.

## Poblacions més properes
El següent diagrama mostra les poblacions més properes.